# Landesjugendchor
Als Landesjugendchor (LJC) wird in Deutschland und Österreich ein Jugendchor bezeichnet, der zur Förderung begabter junger Sängerinnen und Sänger im jeweiligen Bundesland eingerichtet wurde. Ein solcher Chor besteht im Regelfall aus einer Auswahl von Sängern im Alter von etwa 15–26 Jahren.
Aufgrund des oft größeren Einzugsgebietes der einzelnen Sänger sind die meisten Landesjugendchöre Projektchöre. Anstatt wöchentliche Proben abzuhalten, trifft man sich wenige Male im Jahr für einige Tage („Arbeitsphasen“) oder in Form einer Chorwoche, um für spezielle Auftritte oder Konzerte zu proben.

## Deutschland
Landesjugendchöre gibt es in fast allen Bundesländern. Träger ist meist der Landesmusikrat des jeweiligen Landes oder eine von diesem beauftragte Institution.
Es gab mehrere Gründungsschübe: Anfang der 1980er entstanden die Jugendchöre in den Ländern Baden-Württemberg, Nordrhein-Westfalen, Niedersachsen, Rheinland-Pfalz und, etwas verzögert, in Schleswig-Holstein. Nach der deutschen Wiedervereinigung gab es in den 1990er Jahren weitere Gründungen in ostdeutschen Ländern Brandenburg, Sachsen-Anhalt und Thüringen. Die letzte Gründungswelle ereignete sich Ende der 2000er Jahre, als Bayern, Hessen, Sachsen, das Saarland, Berlin und Mecklenburg-Vorpommern einen LJC einrichteten.
Es verbleiben somit nur die beiden kleinsten Länder Bremen und Hamburg ohne einen derartigen Auswahlchor.

## Österreich
In Österreich existieren Landesjugendchöre in acht der neun Bundesländer schon längere Zeit, zu denen als jüngste Gründung 2009 der Landesjugendchor Wien hinzukam. Träger der Landesjugendchöre sind die jeweiligen Chorverbände der österreichischen Bundesländer. In Kooperation mit dem Chorverband Österreich werden alljährliche Landesjugendsingen veranstaltet.